# Fearless Flyers – Fliegen für Anfänger
Fearless Flyers – Fliegen für Anfänger (Originaltitel Northern Comfort) ist eine Filmkomödie von Hafsteinn Gunnar Sigurðsson, die am 12. März 2023 beim South by Southwest Film Festival ihre Premiere feierte. In dem Film wird der Flug von London nach Island am Ende eines Kurses für eine Gruppe mit Flugangst zur Tortur.

## Handlung
Sarah hat panische Flugangst. Gegenüber ihrem neuen Freund Tom verschweigt sie das, spiegelt ihm sogar eine angebliche Flugreise in die USA vor. Aber dann lädt er sie zu einem Urlaub mit seiner  Tochter auf den Kapverden ein. In ihrer Not nimmt sie noch schnell an "Fearless Flyer", einem Kurs gegen Flugangst, teil. Mit in der Gruppe ist Edward, ein Schriftsteller und Veteran des Falklandkrieges mit PTB sowie die Influencerin Coco die (ohne Angst vorm Fliegen) nur ihren Freund Alfons begleitet um Content für ihre 500.000 Follower zu generieren. Einen Tag bevor Sarahs Reise mit Tom beginnen soll, ist das abschließende Konfrontationstraining geplant, aber es muss um einen Tag nach hinten verlegt werden. 
So schiebt sie berufliche Gründe vor, dass sie einen Tag später nachreist. Von da an geht alles schief: Die erfahrene Kursleiterin ist verhindert und schickt Charles, einen völlig überforderten Anfänger. Der Freund sieht sie bei seinem Abflug am Flughafen in den Armen dieses Mannes, der glaubt ihr in einer Panikattacke damit zu helfen. Ihr Flug, der sie ins winterliche Island führt, kommt in so starke Turbulenzen, dass sogar die Flugbegleiterin durch die Kabine geschleudert wird. Kaum angekommen, erfahren sie, dass der Rückflug - wegen eines Schadens am Flugzeug - auf den nächsten Tag verschoben wurde, aber da werden dann alle Flüge wegen einer Gewitterfront gestrichen. 
Alle Versuche Sarahs, mit einer anderen Maschine rechtzeitig für ihren Urlaubsflug zurückzukommen scheitern und sie muss mit den anderen zu einem Wellnesshotel fahren, das für sie wegen der Verspätung gebucht wurde. Dort versucht Coco eine Affäre mit dem ebenfalls gestrandeten Dries zu beginnen aber der verführt lieber ihren Partner Alfons, während Sarah in der Hotelbar von einem Piloten sexuell angemacht wird - inklusive Dickpics. Edward wird derweil von seinen Kriegstraumata heimgesucht. Im verzweifelten Versuch, wieder die Kontrolle über die Situation zu bekommen, überwältigt und fesselt er Charles. Er hat nämlich beschlossen den Rückflug selbst zu organisieren, da er jegliches Vertrauen in den Kursleiter verloren hat und von dem Gedanken besessen ist, dass von diesem gebuchte Flüge ins Verderben führen. Sarah erfährt in einem Telefonat, dass Tom ihr nichts mehr glaubt und die Beziehung kurz vor dem Aus steht. Sie sieht ihre einzige Chance darin, sofort zu ihm auf die Kapverden zu fliegen. Um doch noch ihren Flug in London zu erreichen, nimmt sie ein Taxi zum Flughafen. Der Fahrer ist jedoch betrunken und droht in einen entgegenkommenden LKW zu steuern. Da greift sie ins Lenkrad, das Fahrzeug schleudert auf schneeglatter Fahrbahn und kommt kopfüber im Schnee zu liegen. Wieder zurück im Hotel hat sie gerade Charles überredet seine Rückflugtickets mit ihr zu nutzen, als Polizei auftaucht und sie fürchtet, dass sie wegen des von ihr verursachten Unfalls verhaftet wird. Mit Hilfe des inzwischen wieder klarer denkenden Edward seilt sie sich auf der Rückseite des Hotels ab und fährt in seinem Mietwagen mit ihm und Charles zum Airport. Aber ihr Flug und alle anderen Passagierflüge sind wegen der Gewitterfront gestrichen. Da entdeckt sie den Piloten der sie in der Bar angemacht hatte, und erpresst ihn, mit der Drohung seine sexuelle Verfehlung zu melden, dass er sie und ihre Begleiter  in seinem Frachtflugzeug mitnimmt. Beim Flug im Frachtraum durch das Gewitter werden sie und Edward von ihrer Flugangst geheilt. In der Schlussszene sieht man, wie sie am Hotelpool zu ihrem Freund und seiner Tochter stößt.

## Produktion

### Regie und Drehbuch
Regie führte Hafsteinn Gunnar Sigurðsson, der gemeinsam mit Halldór Laxness Halldórsson und Tobias Munthe auch das Drehbuch schrieb. Hafsteinn Gunnar Sigurðssons ersten beiden Filme waren Á annan veg von 2011 und 60 Seconds of Solitude in Year Zero aus dem gleichen Jahr, sein dritter Spielfilm war Paris des Nordens. Sein vierter Film Under the Tree war der isländische Beitrag für die Oscarverleihung 2018. Bei Northern Comfort handelt es sich um seine fünfte Regiearbeit bei einem Langfilm.
Man könnte noch erwähnen, dass Halldór Laxness Halldórsson ein Enkel des Nobelpreisträgers für Literatur in 1955 ist (Halldór Laxness).

### Besetzung und Dreharbeiten

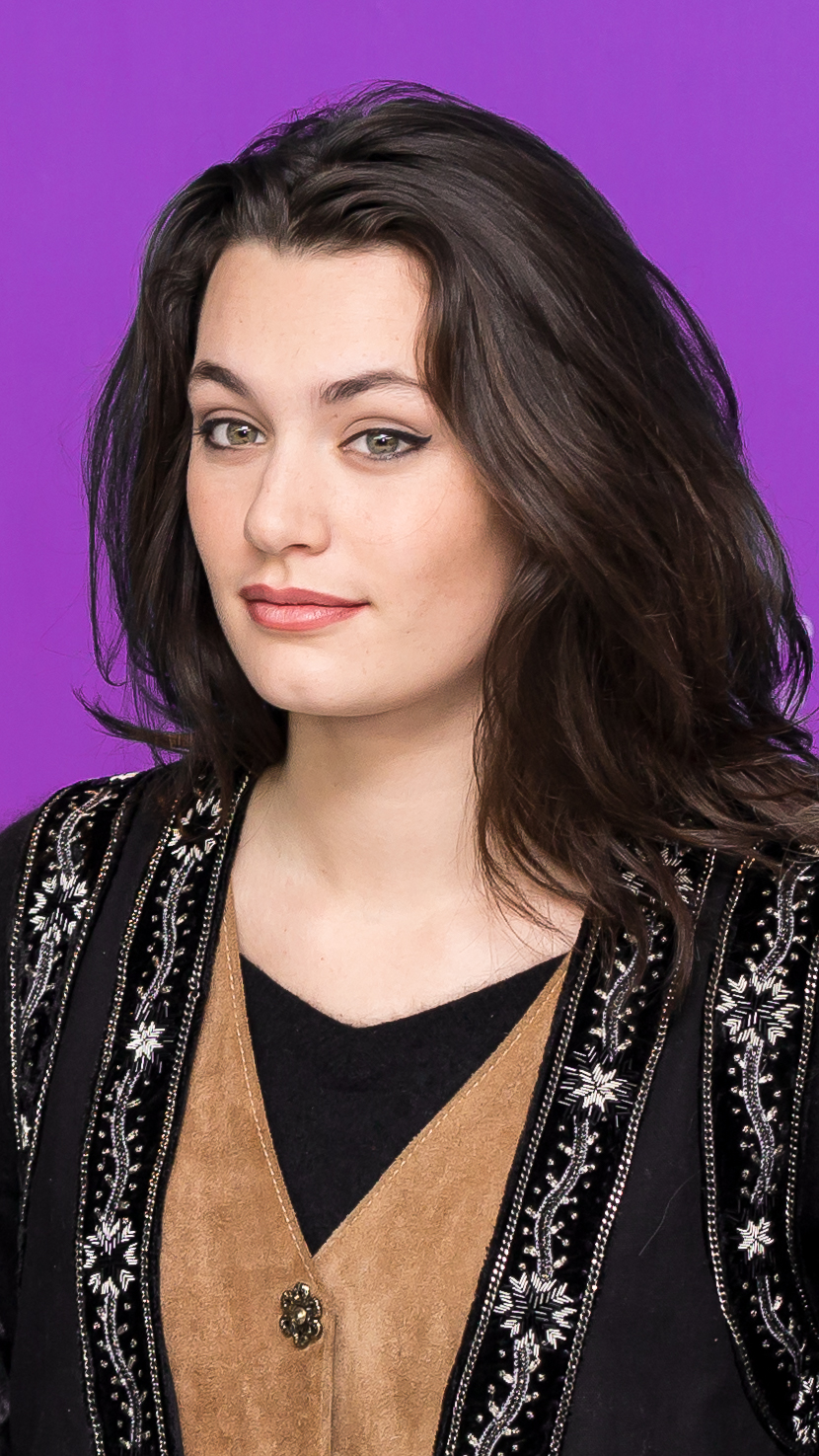
Ella Rumpf spielt Coco

Die in Paris geborene und zweisprachig mit Deutsch und Französisch aufgewachsene Schauspielerin Ella Rumpf ist in der Rolle von Coco zu sehen. Lydia Leonard und Timothy Spall spielen Sarah und den Kriegsveteranen. In weiteren Rollen sind Emun Elliott als Tom, Rob Delaney als Ralph, Gina Bramhill als Liz, Sverrir Gudnason als Alfons und Björn Hlynur Haraldsson als Dries zu sehen.
Die Dreharbeiten wurden Anfang Februar 2022 in Island begonnen. Als Kameramann fungierte Niels Thastum, zu dessen vorherigen Arbeiten When Animals Dream und Borg/McEnroe zählen und der 2017 für seine Arbeit an I blodet für den Robert nominiert war.

### Filmmusik und Veröffentlichung
Die Filmmusik komponierte der Isländer Daníel Bjarnason.
Die Premiere erfolgte am 12. März 2023 beim South by Southwest Film Festival. Ende Juni 2023 wird er beim Filmfest München gezeigt.

## Rezeption

### Kritiken
Niklas Michels schrieb in seiner Kritik bei IndieKino Berlin der Film habe zwar eine vielversprechende Prämisse, nutze diese aber nicht aus. „Während die Passagiere im Schnee stecken bleiben, verliert der Film sich im Sande“. Am stärksten sei die Komödie dabei im engen Raum des Flugzeugs, Sigurðsson schaffe es jedoch im Weiteren nicht, seine überspitzten Charaktere gegeneinander auszuspielen. Fearless Flyers – Fliegen für Anfänger sei so ein Film zwischen „Popcorn-Komödie und Triangle of Sadness“.